# Gare de Caen-Saint-Pierre
Ne doit pas être confondu avec Gare de Caen ou Gare de Caen-Saint-Martin.
La gare de Caen-Saint-Pierre était une gare ferroviaire française située sur la place Courtonne à Caen. Elle était la gare de départ de la ligne à voie étroite (0,60 m) à destination de la côte de Nacre (Ouistreham, Luc, Courseulles, Arromanches, Bayeux), ainsi que Dives-sur-Mer sur la côte Fleurie via Bénouville. Cette ligne était exploitée par la Compagnie des Chemins de fer du Calvados.

## Histoire
La gare fut ouverte à partir 1893. Elle est agrandie en 1903. Elle fonctionna jusqu'en 1944.

## Particularités
La gare se situait sur la place Courtonne, à l'extrémité Ouest du bassin Saint-Pierre. La plate-forme ferroviaire occupait l'ancien chemin de halage et longeait donc le canal de Caen à la mer sur sa rive Ouest. On notera le style régionaliste normand « à pan de bois » du bâtiment. Ce style était aussi celui des abris des stations de la ligne Caen - Dives/Luc.
De 1901 à 1937, la gare a également été l'une des têtes de ligne du réseau de tramway urbain de Caen.

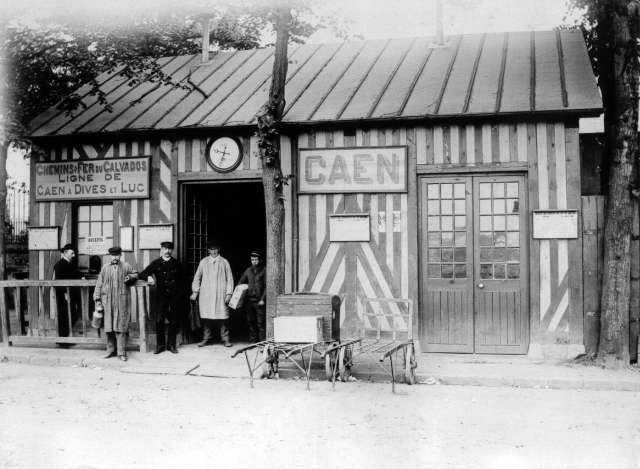
La gare en 1899-1900.
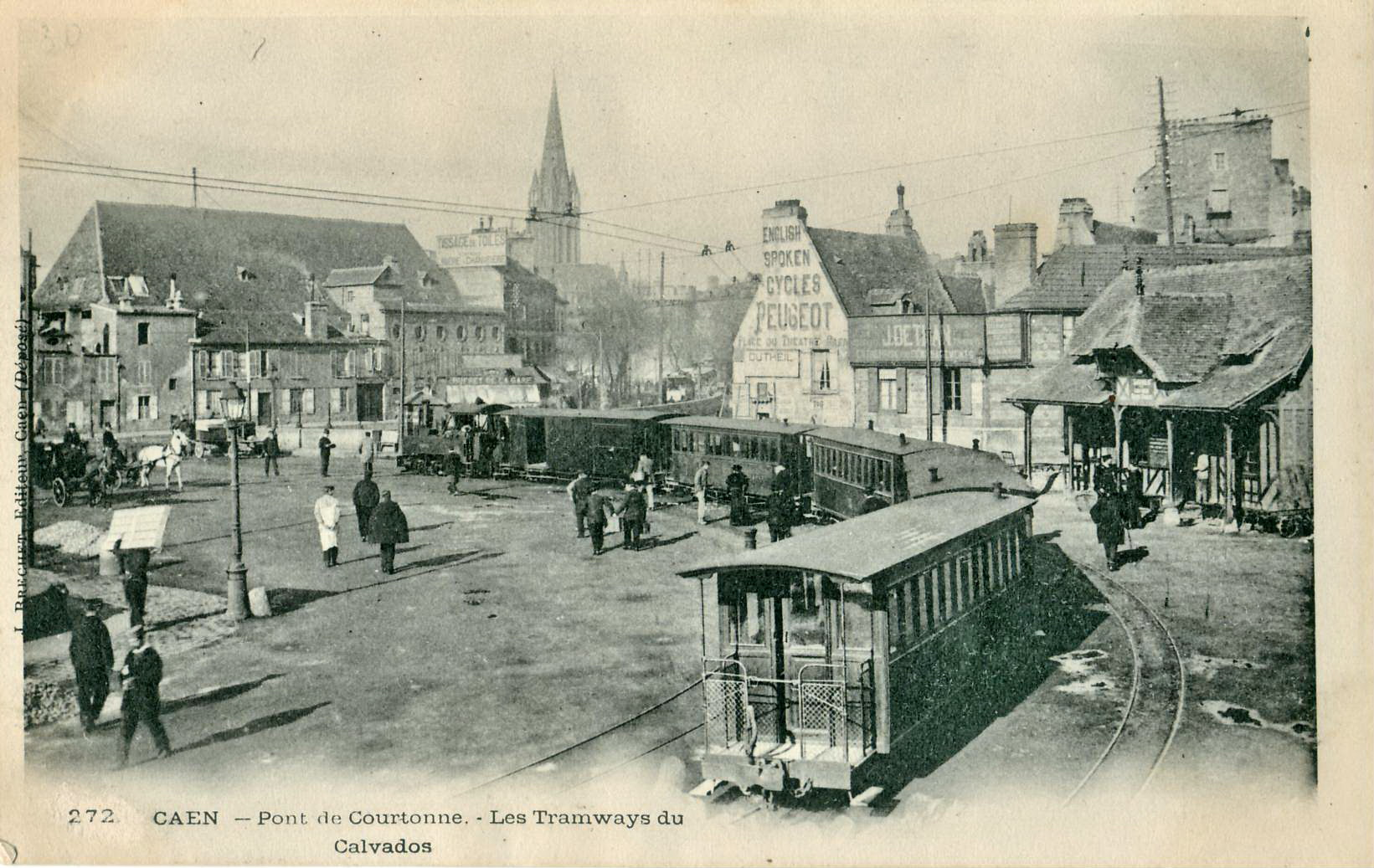
Place de Courtonne, Vue en direction du centre-ville.
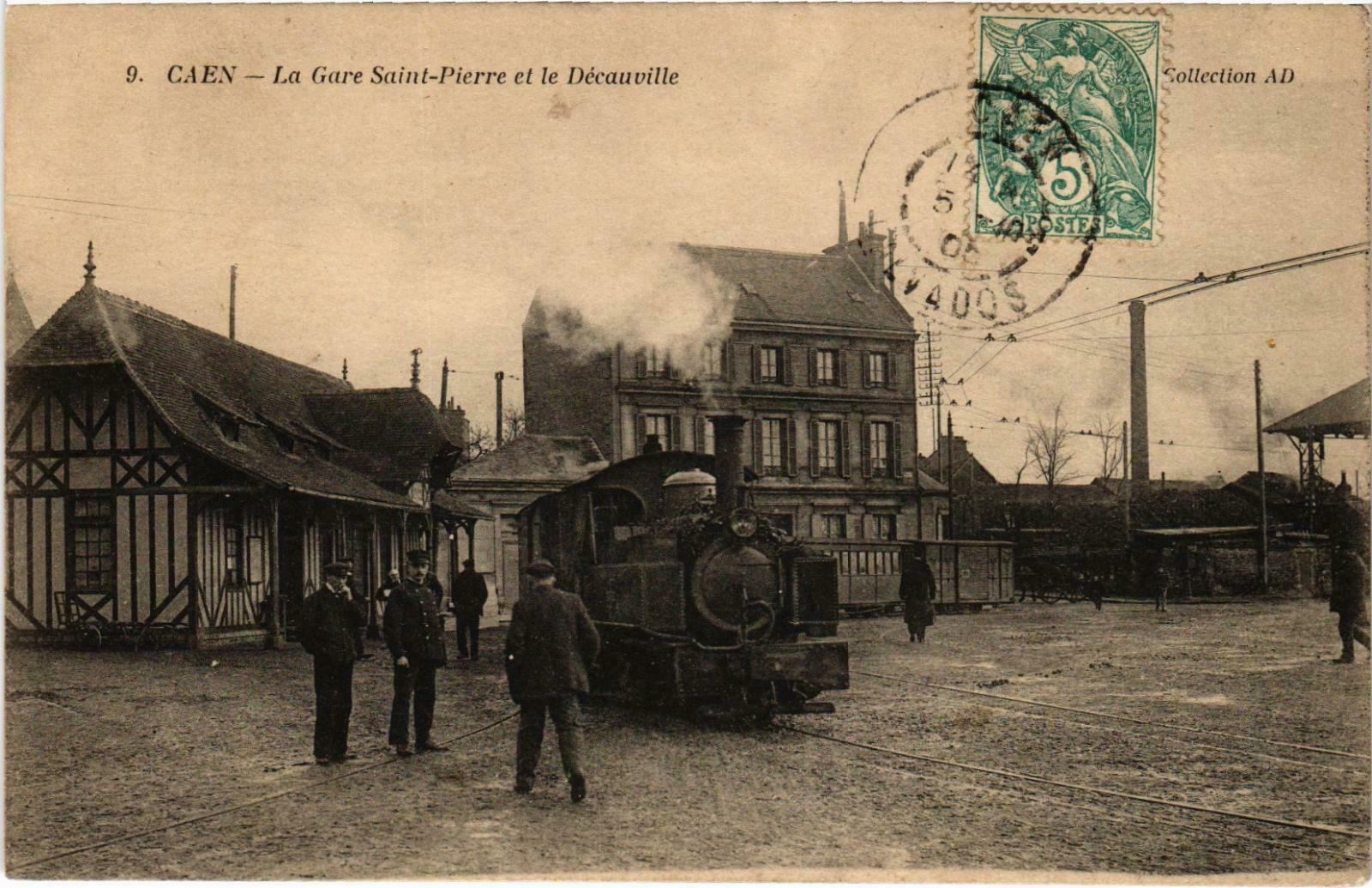
Locomotive Decauville à la gare Saint-Pierre.